# Tarcenay
Cet article possède des paronymes, voir Marcenais et Torcenay.
Tarcenay est une ancienne commune française située dans le département du Doubs en région Bourgogne-Franche-Comté. Au 1er janvier 2019, la commune a fusionné avec celle de Foucherans pour constituer la commune nouvelle de Tarcenay-Foucherans.
Les habitants se nomment les Tarcenards et Tarcenardes.

## Géographie
Le village est établi sur le plateau d'Ornans et s'étale sur un versant à faible pente orienté vers l'ouest, l'altitude variant de 450 à 510m.

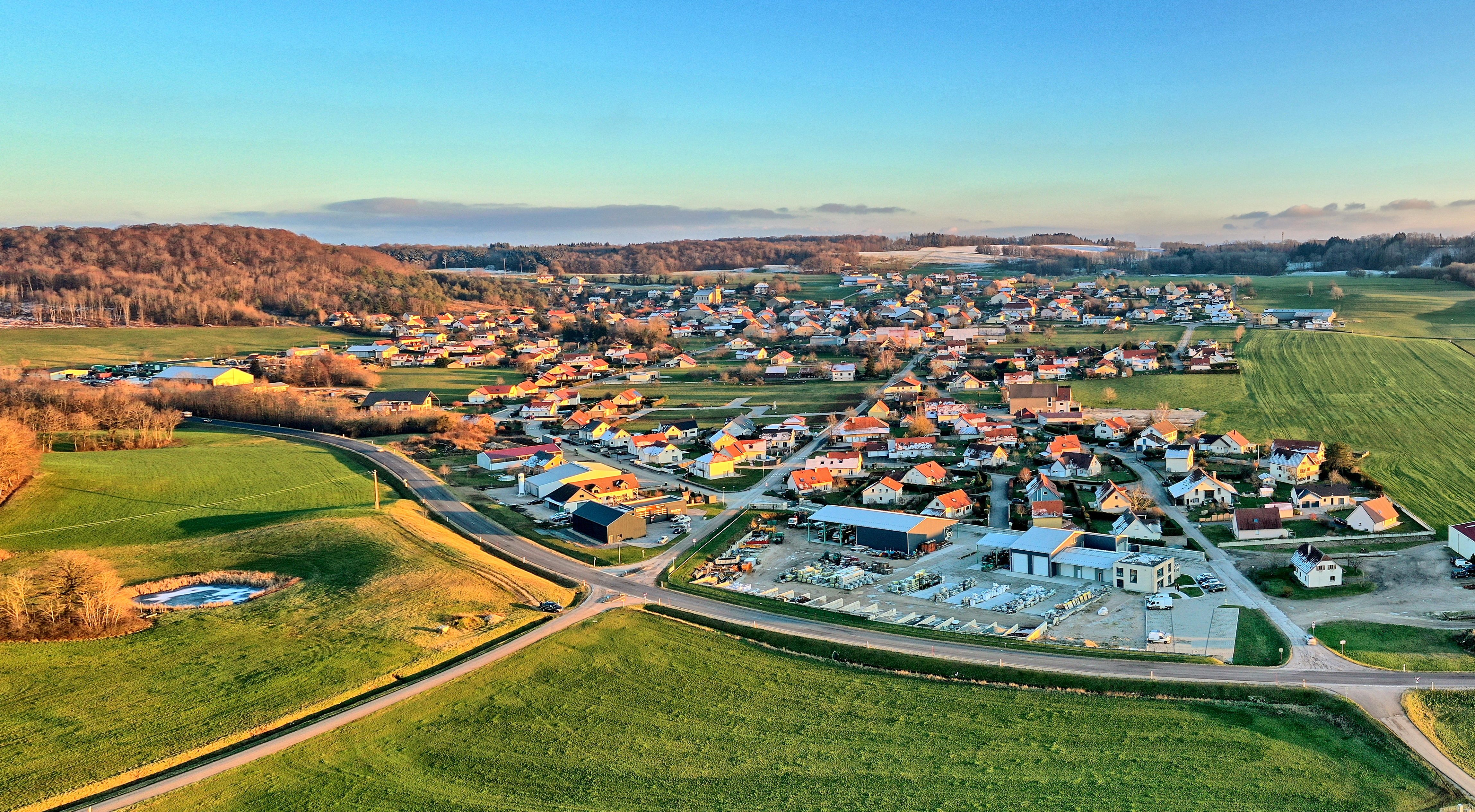
Vue générale du village de Tarcenay.

## Histoire
Tercenniacus en 1033 ; Terceniaco en 1047 ; Tarcenais en 1148 ; Tarcenay en 1311 ; Tercenay en 1514 ; Tarsenay en 1665. Le nom du village, Tarceniacum, signifierait sur un sol composé de pierres selon l'Annuaire du Doubs de 1848 : Tarz = éclats et væn = pierres.

## Politique et administration
| Période                                  | Période  | Identité         | Étiquette | Qualité     |
| ---------------------------------------- | -------- | ---------------- | --------- | ----------- |
| mars 2001                                | 2014     | Daniel Cuinet    | UMP       |             |
| avril 2014                               | En cours | Maxime Groshenry | SE        | Agriculteur |
| Les données manquantes sont à compléter. |          |                  |           |             |

## Démographie
L'évolution du nombre d'habitants est connue à travers les recensements de la population effectués dans la commune depuis 1793. Pour les communes de moins de 10 000 habitants, une enquête de recensement portant sur toute la population est réalisée tous les cinq ans, les populations de référence des années intermédiaires étant quant à elles estimées par interpolation ou extrapolation. Pour la commune, le premier recensement exhaustif entrant dans le cadre du nouveau dispositif a été réalisé en 2007.

En 2016, la commune comptait 1 015 habitants, en évolution de +8,09 % par rapport à 2010 (Doubs : +1,88 %, France hors Mayotte : +2,11 %).
| 1793 | 1800 | 1806 | 1821 | 1831 | 1836 | 1841 | 1846 | 1851 |
| ---- | ---- | ---- | ---- | ---- | ---- | ---- | ---- | ---- |
| 535  | 508  | 555  | 503  | 576  | 644  | 596  | 611  | 605  |

| 1856 | 1861 | 1866 | 1872 | 1876 | 1881 | 1886 | 1891 | 1896 |
| ---- | ---- | ---- | ---- | ---- | ---- | ---- | ---- | ---- |
| 588  | 547  | 526  | 480  | 503  | 476  | 482  | 449  | 440  |

| 1901 | 1906 | 1911 | 1921 | 1926 | 1931 | 1936 | 1946 | 1954 |
| ---- | ---- | ---- | ---- | ---- | ---- | ---- | ---- | ---- |
| 387  | 380  | 347  | 351  | 329  | 335  | 362  | 372  | 347  |

| 1962 | 1968 | 1975 | 1982 | 1990 | 1999 | 2006 | 2007 | 2012 |
| ---- | ---- | ---- | ---- | ---- | ---- | ---- | ---- | ---- |
| 342  | 316  | 363  | 462  | 588  | 628  | 828  | 857  | 953  |

| 2016  | - | - | - | - | - | - | - | - |
| ----- | - | - | - | - | - | - | - | - |
| 1 015 | - | - | - | - | - | - | - | - |

 plus de vaches que d'habitants

## Lieux et monuments
- L'église primitive est donnée au Chapitre métropolitain de Besançon par l'archevêque Béranger en 896. Elle est dédiée à saint Martin en 1033. Sa toiture est réparée en 1295, et l'ensemble par l'architecte Colombot en 1777. Puis le clocher est reconstruit en 1829 et le beffroi en 1834 par l'architecte Maximilien Painchaux, avant que l'église-halle ne le soit par l'architecte Vieille en 1852.
- Statue de la vierge de Charmont installée sur la colline ronde qui domine le village au nord-ouest.
- La fontaine-lavoir.

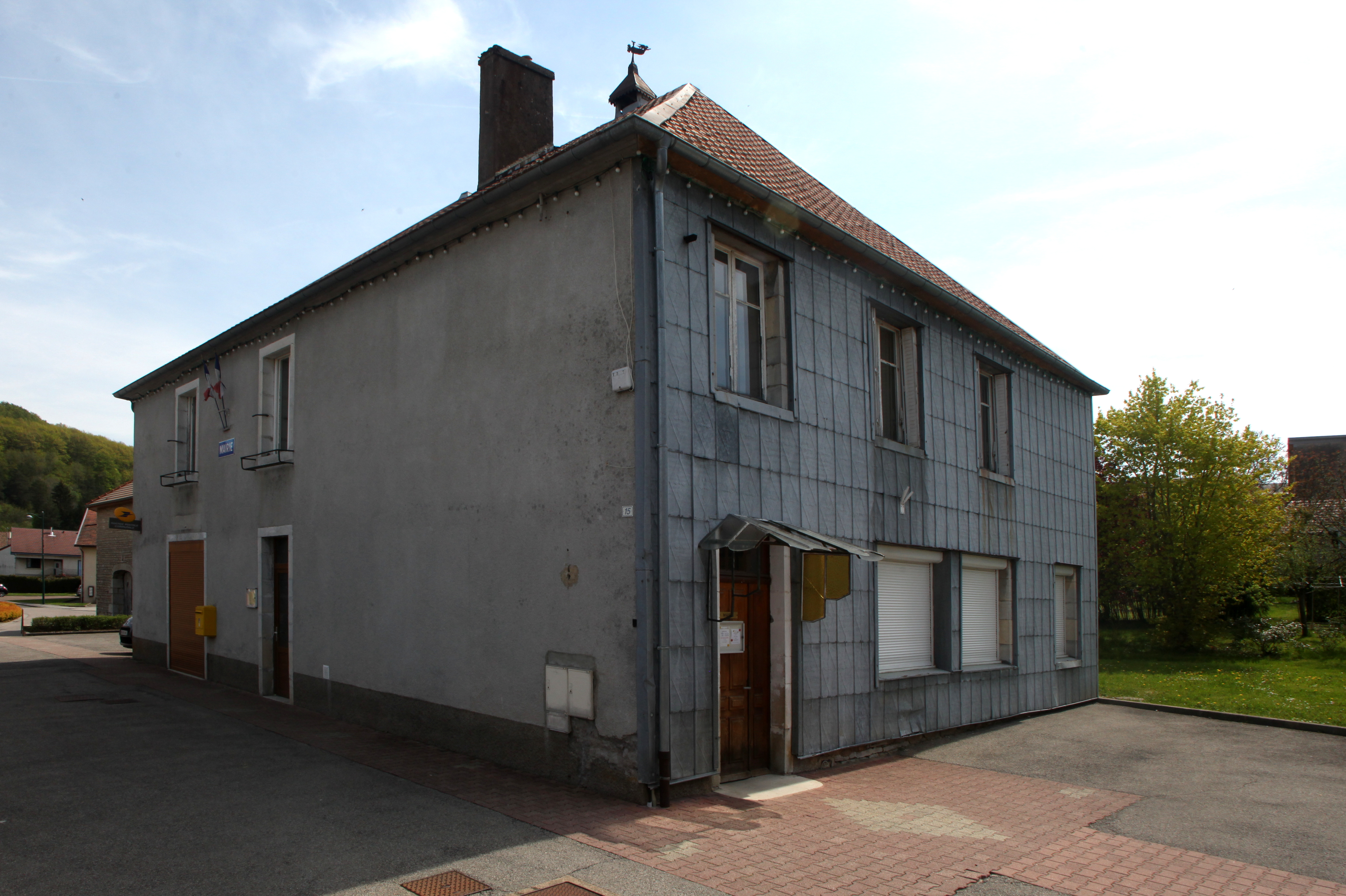
La mairie.
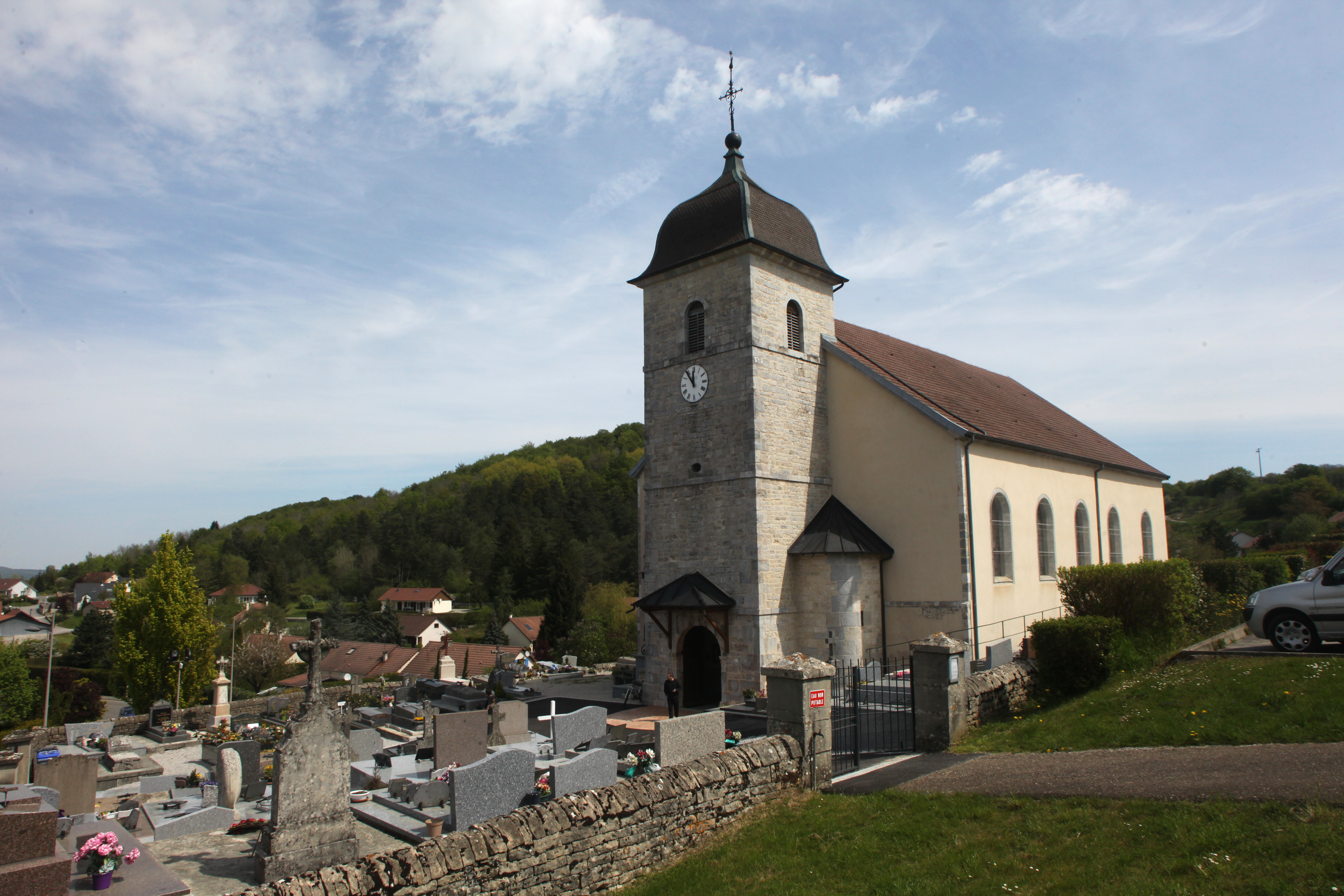
L'église.
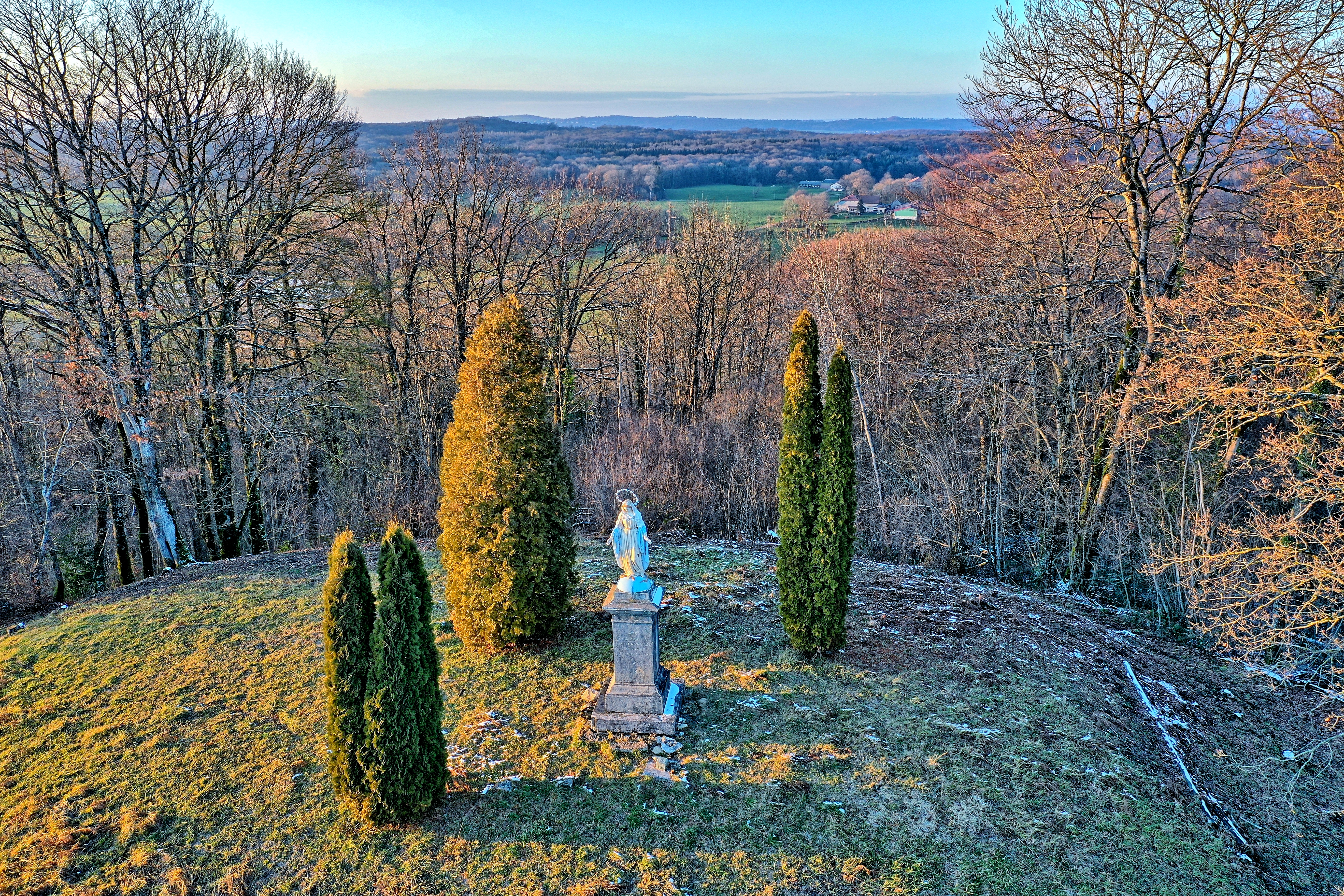
La vierge de Charmont.
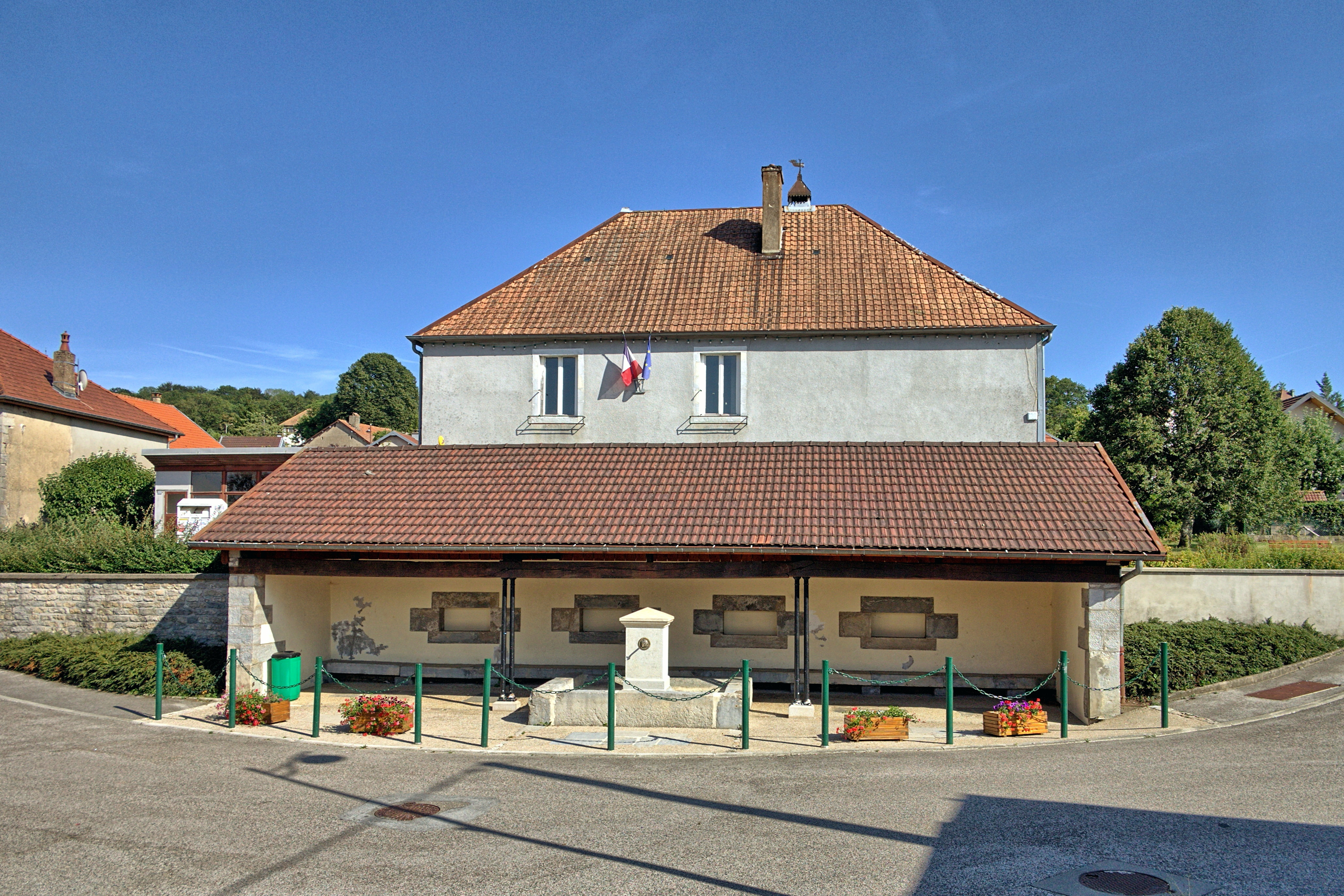
La fontaine-lavoir.

## Personnalités liées à la commune
Monseigneur Louis Joseph Ephrem Groshenry des Pères Blancs, évêque de Boréo, vicaire apostolique de Bobo Dioulasso (Haute-Volta, aujourd'hui Burkina Faso) du 2 janvier 1938 à 1940, né en 1891, mort à Tarcenay en 1962, enterré dans l’église de Tarcenay.